# USS Buck (DD-761)
O USS Buck (DD-761) foi um contratorpedeiro norte-americano construído para atuar na Segunda Guerra Mundial, mas somente foi completado em 1946 após o término da guerra. O navio de guerra foi transferido para a Marinha do Brasil em 1973.

## Marinha dos Estados Unidos

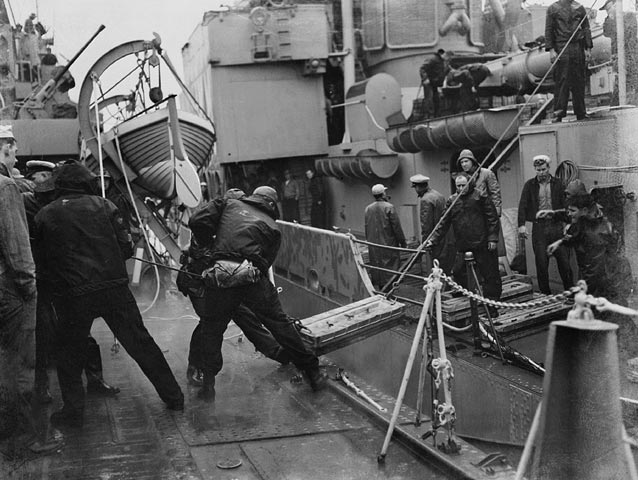
USS Buck em operação de transferência de munições durante a Guerra da Coreia.

O contratorpedeiro esteve presente na Guerra da Coreia aonde recebeu seis condecorações por relevantes serviços prestados durante os combates.

## Marinha do Brasil
Foi transferido para a Marinha do Brasil no dia 16 de Julho de 1973 sendo renomeado CT Alagoas (D-36). 
Foi o quarto navio a ostentar esse nome na Marinha do Brasil, em homenagem ao Estado de Alagoas. O Alagoas foi construído pelo estaleiro Bethlehem Steel Shipyard Co., em San Francisco, Califórnia. Foi transferido e incorporado à Marinha do Brasil, sendo submetido a Mostra de Armamento em 16 de julho de 1973 junto com o CT Sergipe (D-35), em cerimônia realizada na Base Naval de San Diego, Califórnia.
O navio Alagoas deu baixa no serviço ativo em 30 de Junho de 1995. Em 19 de dezembro de 1996, o casco ficou a deriva e foi utilizado como alvo de um míssil Exocet MM-40, disparado pela corveta Cv Inhaúma (V-30).